# 맨 인 블랙 (로스트)
맨 인 블랙(Man in Black)은 미국 드라마 《로스트》에 등장하는 캐릭터이자 주인공이다. 주로 검은색 연기의 형태로 등장하여 '검은 연기'(black smoke) 혹은 '연기 귀신'(스모크 몬스터)으로 불린다. 시즌5의 마지막 에피소드에서 맨 인 블랙은 자신의 정체를 드러낸다. 검은 옷을 입은 중년의 남자이다. 드라마 시즌 6에서 이 존재는 '존 로크'의 형체로 등장한다. 맨 인 블랙은 사람들의 마음을 읽고, 그 사람에게 가장 영향을 줄 수 있는 존재로 형상화되는 능력을 가졌다.